# Bohn
Bohn ist ein deutscher Familienname.

## Namensträger
- Albert Bohn (* 1955), rumäniendeutscher Schriftsteller und Dichter
- Alois Bohn (1879–1937), österreichischer Architekt
- Aloísio Sinésio Bohn (1934–2022), brasilianischer Geistlicher, Bischof von Santa Cruz do Sul
- Anna Bohn (* 1968), deutsche Philologin und Filmwissenschaftlerin
- Anton Engelbert Bohn (1889–1966), deutscher Pädagoge
- Arno Bohn (* 1947), deutscher Manager
- August Bohn (1885–1978), deutscher Autor und Verleger
- Bodo Bohn, deutscher Chemiker, Träger des Manfred-und-Wolfgang-Flad-Preises
- Carl Bohn (1749–1827), deutscher Buchhändler und Verleger
- Carsten Bohn (* 1948), deutscher Musiker
- Conrad Bohn (Johann Conrad Bohn; 1831–1897), deutscher Physiker
- Cornelia Bohn (* 1955), deutsche Soziologin
- David Bohn (* 1965), US-amerikanischer Komponist, Organist und Musikpädagoge
- Dieter Bohn, US-amerikanischer Journalist
- Eduard Bohn (1804–1866), deutscher Geistlicher
- Emil Bohn (1839–1909), deutscher Musikwissenschaftler
- Frank P. Bohn (1866–1944), US-amerikanischer Politiker
- Gottfried Christian Bohn (1690–1726/1727), deutscher Kaufmann und Autor
- Georges Bohn (1868–1948), französischer Naturwissenschaftler
- German von Bohn (1812–1899), deutscher Maler
- Gregor Schmitt-Bohn (* 1943), deutscher Dirigent
- Hans Bohn (1891–1980), deutscher Typograf, Grafiker und Lehrer
- Heinrich Bohn (1832–1888), deutscher Arzt
- Helmut Bohn (* 1919), deutscher Fußballspieler
- Henry George Bohn (1796–1884), britischer Verleger
- Hermann Jensen Bohn (1672–1743), russischer Offizier
- Hermann Müller-Bohn (1855–1917), deutscher Lehrer und Schriftsteller
- Jason Bohn (* 1973), US-amerikanischer Golfspieler
- Jochen Bohn (* 1969), deutscher Philosoph
- Johann Bohn (Verleger) (1712–1773), deutscher Buchhändler und Verleger
- Johann Gottlieb Bohn (1691–1739), deutscher Theologe
- Johann Philipp Bohn (1597–1658), deutscher Jurist und Kanzler
- Johannes Bohn (Mediziner) (1640–1718), deutscher Mediziner und Hochschullehrer
- Johannes Bohn (Politiker), deutscher Politiker, MdL Sachsen-Weimar-Eisenach
- Johannes Bohn (Parteifunktionär) (1909–1980), deutscher Partei- und Gewerkschaftsfunktionär und Widerstandskämpfer
- Julia Bohn, Geburtsname von Julia Mai (Triathletin) (1979–2018), deutsche Triathletin
- Jürgen Bohn (* 1959), deutscher Ingenieur und Politiker (FDP)
- Katalyn Bohn, Geburtsname von Katalyn Bohn (* 1975), deutsche Kabarettistin, Schauspielerin und Sprecherin
- Kerstin Bohn (* 1967), deutsche Badmintonspielerin
- Klaus Bohn (1933–2012), deutscher Lebensmitteltechnologe
- Marret Bohn (* 1964), deutsche Politikerin
- Marta Bohn-Meyer (1957–2005), US-amerikanische Kunstfliegerin und Testpilotin
- Michael Bohn (* 1988), US-amerikanischer Rockmusiker
- Ocke-Schwen Bohn (* 1953), deutscher Linguist und Hochschullehrer für Englische Linguistik
- Oskar Bohn (1853–1927), deutscher Althistoriker
- Parker Bohn III (* 1963), US-amerikanischer Bowlingsportler
- Pauline Bohn (1834–1926), deutsche Frauenrechtlerin und Verbandsfunktionärin
- Peter Bohn (1833–1925), deutscher Musikwissenschaftler
- Ralf Bohn (* 1971), deutscher Automobilrennfahrer
- Remídio José Bohn (1950–2018), brasilianischer Geistlicher, Bischof von Cachoeira do Sul
- René Bohn (1862–1922), deutscher Chemiker
- Richard Bohn (1849–1898), deutscher Archäologe
- Robert Bohn (* 1952), deutscher Historiker
- Rudi Bohn (1919–1979), deutscher Musiker
- Rüdiger Bohn (Dirigent) (* 1960), deutscher Dirigent
- Rüdiger Bohn (Diplomat),  deutscher Diplomat
- Theodor Bohn (1826–1911), deutscher Pädagoge, Kantor und Organist
- Thomas Bohn (Regisseur) (* 1959), deutscher Regisseur und Drehbuchautor
- Thomas M. Bohn (* 1963), deutscher Historiker
- Walter Bohn (* 1887), deutscher Politiker (SPD)
- Willi Bohn (1900–1985), deutscher Journalist und Politiker
- Wolfgang Bohn (* 1928), deutscher Soziologe